# 2927 Alamosa
2927 Alamosa eller 1981 TM är en asteroid i huvudbältet som upptäcktes den 5 oktober 1981 av den amerikanske astronomen Norman G. Thomas vid Anderson Mesa Station. Den har fått sitt namn efter upptäckarens födelseplats Alamosa i Colorado.